# Huelga de la Compañía de Transportes de Berlín de 1932

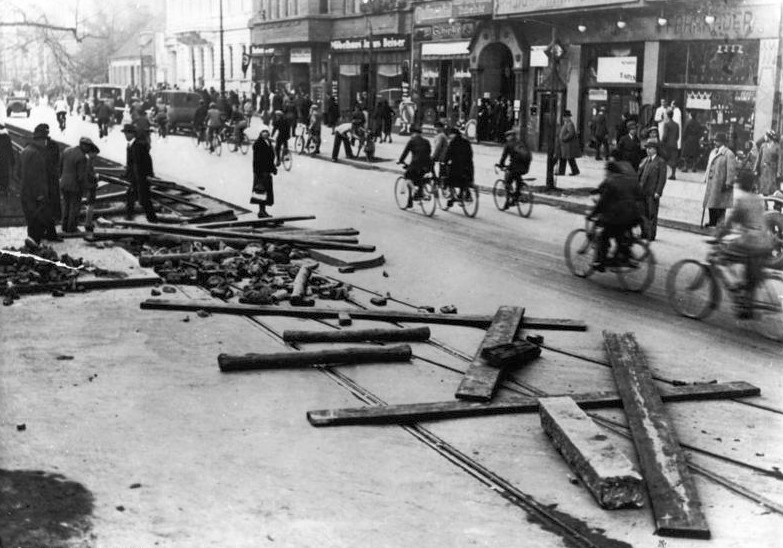
Huelga de la BVG-Streik en 1932: Manifestantes bloquean las vías que van en dirección a Berlin-Schöneberg, para impedir el tránsito de los tranvías conducidos por los rompehuelgas

La huelga de los trabajadores del transporte de Berlín fue una huelga salarial que ocurrió como un punto de inflexión de una serie de manifestaciones obreras tras la declaración del decreto de emergencia por parte del canciller Franz von Papen, en septiembre de 1932. Tanto el Partido Comunista de Alemania (KDP) como el Partido Nacionalsocialista Obrero Alemán (NSDAP) colaboraron en esta manifestación que formó parte de los últimos días de la República de Weimar.

## Antecedentes
La huelga comenzó a cuatro días antes de las elecciones federales del 6 de noviembre, en un principio estaba dirigida por los trabajadores de la Compañía del Transporte de Berlín (Berliner Verkehrsgesellschaft) (BVG) como respuesta a un recorte salarial que se había negociado entre la BVG con la Asociación General de Empleados de Empresas Públicas y de Transporte de Pasajeros y Mercancías (Gesamtverband der Arbeitnehmer der öffentlichen Betriebe und des Personen- und Warenverkehrs) que formaba parte de los sindicatos libres.
Este acuerdo fue un compromiso entre ambas partes, inicialmente, la Asociación General habría exigido una reducción de entre 14 a 23 pfennigs por hora, el sindicato de la BVG sólo logró reducir el recorte hasta 2 centavos por hora, sin embargo esto provocó tanto a la  KPD como a la Oposición Sindical Revolucionaria (Revolutionäre Gewerkschafts-Opposition) (RGO) a generar protestas violentas. 
Entre los 22 000 empleados de la BVG, aproximadamente más de 1 200 eran miembros de la RGO mientras que más de 6 000 pertenecían a la Asociaciones General y más de 1 200 eran miembros de la Organización Nacionalsocialista de Células de las Empresas (Nationalsozialistische Betriebszellenorganisation) (NSBO). Aproximadamente, dos tercios de los trabajadores (incluyendo a los del NSBO) no estaban organizados, a diferencia de la fuerte organización que mantenía la RGO dentro de la BVG, en parte porque sus dirigentes habían comenzado a formar los llamados «comités de unidad» (Einheitsausschüsse) en 1932. 
Los representantes de estos comités formaron una conferencia de delegados, que fue convocada el 29 de octubre de ese año, la cual contó con la presencia de 127 delegados. Entre los 127 delegados, 27 pertenecían a la Asociación General, 5 al Sindicato de Trabajadores Ferroviarios, 5 al Sindicato Alemán de Trabajadores Metalúrgicos y 52 al RGO, además habían otros 40 delegados, de los 40 la mayoría no formaban parte de alguna organización obrera, mientras que la minoría de ellos formaban parte del NSBO. Dentro de la conferencia se llamó a un «comité de lucha» para preparar una votación, debido a las constantes presiones propagandísticas del KPD y del NSDAP, la Asociación General ya no podía tomar la responsabilidad por si sola debido a este acontecimiento.
Se llegó a un acuerdo en realizar la votación entre todos los trabajadores, en lugar de realizarla solamente entre los miembros de los sindicatos, como era habitual. El 2 de noviembre participó el 84% del personal, 14.471 trabajadores votaron a favor de la huelga y 3.993 votaron en contra. Dado que esto dio como resultado una mayoría de tres cuartas partes de los votantes pero no con los empleados de la Asociación General, esto habría significado un rechazo de la huelga según la práctica sindical habitual. Al menos esa fue la opinión de la Asociación General, que estaba decidida a evitar una huelga que no sólo tenía que ver con las reivindicaciones salariales, sino que era considerada por el RGO como una huelga política.
Sin embargo, esta postura no pudo mantenerse con una fuerza laboral radicalizada y en gran medida desorganizada. En lugar de ello, el 2 de noviembre se eligió una dirección central de la huelga. En este sentido, el RGO logró asegurar una posición dominante. Además de los miembros de la Federación General de Sindicatos Alemanes (Allgemeine Deutsche Gewerkschaftsbund) (ADGB) y de los miembros no organizados, también fueron elegidos dos miembros de la NSBO.

## Objetivos de las partes
Tras la inclusión del NSBO a la dirección de la huelga, los dirigentes del KPD lo vieron muy favorable, en octubre de 1932, el secretario general del partido, Ernst Thälmann declaró: «Cuando se desencadenan huelgas en las fábricas (…) la inclusión de los nazis en los comités de la huelga (…) es absolutamente necesaria y deseable». Este fue un intento de cambiar la táctica del Frente Unido (Einheitsfront) «desde abajo», en lugar de acercarse a los dirigentes del Partido Socialdemócrata de Alemania (SDP), se acercaron a los nacionalsocialistas, una razón para esto fue que el SPD, había sido vilipendiado como un partido «socialfascista», debido a la tendencia reformista de la burocracia sindical que dominaba dentro del SDP, como lo expresó el dirigente del KPD, que eran uno de los principales adversarios para el partido. Por lo cual tuvo que haber una colaboración entre comunistas y nacionalsocialistas frente a los conflictos laborales.
El NSDAP participó en esta huelga por razones tácticas, a pesar de que se esperaban las pérdidas del electorado burgués para las próximas elecciones, esta parte del electorado no jugó un papel decisivo. Para Joseph Goebbels, como Gauleiter de Berlín, veía que era crucial atraer los votos del electorado obrero: 

„Hier haben wir vor dieser Wahl noch einmal die große Gelegenheit der Öffentlichkeit zu zeigen, dass unser antireaktionärer Kurs wirklich von innen heraus gemeint und gewollt ist, dass es sich bei der NSDAP in der Tat um eine neue Art des politischen Handelns und um eine bewusste Abkehr von den bürgerlichen Methoden handelt.“ 
 
«Aquí, antes del comienzo de las elecciones tenemos una vez más, la gran oportunidad en demostrarle al pueblo que nuestro curso antirreaccionario es verdaderamente intencionado y deseado dentro del partido, que el NSDAP es realmente una nueva forma de acción política, que se aleja conscientemente de los métodos de la burguesía.»

Aunque se podía recuperar el voto del electorado burgués, la situación con el electorado obrero era distinta, «porque una vez que se pierde el voto del trabajador, difícil será recuperarlo». El aparente radicalismo social que tuvieron tanto el NSDAP como el NSBO en su conjunto, que se hizo notar en la huelga del transporte berlinés, reforzó aún más la temida tendencia negativa por la dirección del NSDAP en las elecciones al Reichstag del 6 de noviembre. Tras la participación en la huelga, no se produjo una división significativa en el electorado de la clase trabajadora, como esperaban los miembros del NSDAP. Mientras tanto, el KPD obtuvo más de 2 millones de votos, al igual que el Partido Nacional del Pueblo Alemán (DNVP), que absorbió las pérdidas electorales del NSDAP.

## Desarrollo de la huelga

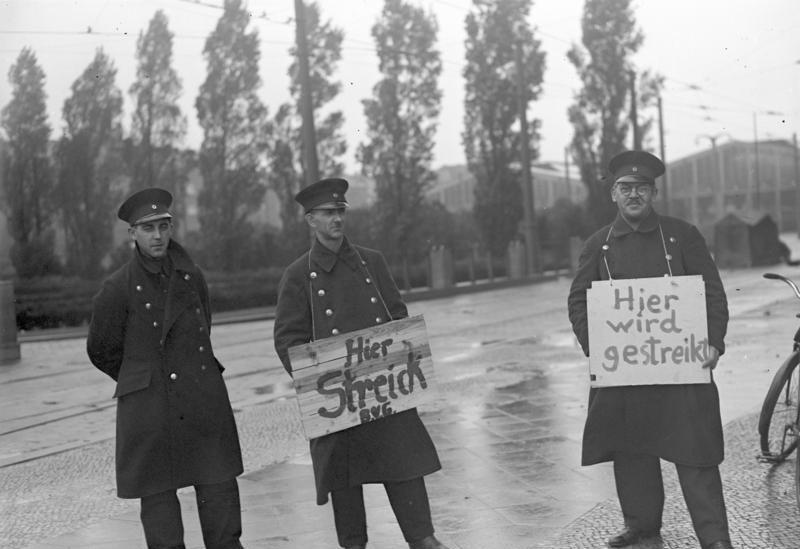
Trabajadores de tranvía protestando en las cercanías a la estación de tranvías de Müllerstraße en Berlín

Al día siguiente, el 3 de noviembre, ma huelga paralizó a todo el transporte público de Berlín, la acción industrial, que gozó de gran simpatía entre los obreros berlineses, fue apoyada propagandísticamente por el KPD y por el NSDAP. El miembro del KPD y del Reichstag Albert Kayser, quién fue presidente del comité de la empresa del BVG hasta ser despedido, dirigió los preparativos de la huelga en estrecha consulta con el Comité Central del KPD.
El periódico socialdemócrata Vorwärts, hizo un llamamiento a los trabajadores para que se orienten hacia los sindicatos, y «no hacia donde se cocina sopa comunista o nacionalsocialista a fuego de una huelga salarial». El SPD, junto a la BVG y algunos sindicatos llamaron la atención con carteles sobre el hecho de que los trabajadores de la BVG estaban socialmente mejor que otros trabajadores: los salarios eran buenos y la BVG también mantenía viviendas de empresa y sus propios clubes deportivos para sus empleados.
Para el gobierno del Reich, la huelga no tuvo una connotación para frenar el recorte salarial, sino como una prueba política de la fuerza electoral que tiene el KPD, ya que consideraban que los salarios de la BVG eran más altos que los de la Reichsbahn. Según a la conclusiones del gobierno, la colaboración entre el NSDAP con el KPD durante la huelga, fue en realidad, limitada. El gobierno vio al KPD como la fuerza motriz, por lo tanto, las medidas represivas del Estado se dirigieron contra ellos, esto incluyó en la prohibición temporal de la circulación del periódico del partido Die Rote Fahne.
Mediante un discurso radial, el canciller Franz von Papen, quién esperaba poner al NSDAP bajo la responsabilidad gubernamental y así dominarlo, también criticó a los nacionalsocialistas: Hitler había recibido vía libre para «llevar a los obreros, víctimas de la doctrina bolchevique, a la unidad nacional». En lugar de ello, saboteó los esfuerzos del gobierno del Reich para superar la crisis económica mundial «codo a codo» con los comunistas, «un crimen contra la nación en su conjunto». Por lo tanto, «tales perturbadores de la paz (…) serán tratados con la mayor severidad». Bajo estas órdenes, la policía detuvo de forma arbitraria a los participantes de la huelga. En Berlin-Schöneberg se produjeron enfrentamientos violentos en los cuales estaban implicados tanto comunistas como los miembros de las SA, la policía abrió fuego dejando solamente a tres participantes muertos.
Los sindicatos aprovecharon la oportunidad para mejorar su posición, rechazaron un laudo arbitral inicial que esencialmente confirmó el resultado de las negociaciones anteriores. Cuando posteriormente el árbitro declaró vinculante el fallo, los sindicatos exigieron a sus miembros que volvieran al trabajo. En caso de negarse, los trabajadores serían amedrentados con un despido sin previo aviso por parte de la dirección. Como resultado, la policía llevó a cabo numerosas detenciones, en parte arbitrarias, durante la noche del 4 de noviembre. Al día siguiente, tres manifestantes fueron asesinados a tiros por la policía y otros ocho resultaron gravemente heridos. El 6 de noviembre se celebraron las elecciones al Reichstag, en las que el KPD ganó en los barrios obreros de Berlín, mientras que el SPD y el NSDAP perdieron (este último sobre todo en los barrios burgueses de la capital). Cuando el frente de la huelga se desmoronó, la dirección central de la huelga canceló la manifestación para el 7 de noviembre. Para el 8 de noviembre, el tránsito había vuelto a la normalidad. A esto le siguieron numerosos arrestos y despidos. Durante la huelga, la BVG despidió a 2.500 trabajadores, de los cuales sólo 900 pudieron regresar.
En ese entonces, los socialdemócratas consideraron que la huelga de la BVG como un claro ejemplo de un «Frente Unido antirrepublicano» de «nazis» y «kozis». Sin embargo, amplios sectores de la población mostraron su solidaridad con los huelguistas, lo que para el historiador alemán Ilko-Sascha Kowalczuk, calificó como un «amargo revés para los sindicatos y el SPD». Fue en realidad, que los comunistas y los nacionalsocialistas no habían actuado de manera coordinada, sino que habían actuado en gran medida uno junto al otro.
Para Walter Ulbricht, líder político del distrito del KPD en Berlín-Brandeburgo, presentó el resultado como un éxito, pero tuvo que admitir de forma crítica que no hubo acciones de solidaridad en otros sectores o por parte de los desempleados: atribuyó la falta de una huelga política de masas a la «traición huelguística» del SPD y la ADGB. Aunque el KPD fue el único partido que logró avances significativos en las elecciones al Reichstag del 6 de noviembre de 1932, la huelga había sido una derrota para el partido en su conjunto: habían demostrado que no podían sostener una huelga en contra —y sin el apoyo— del movimiento obrero democrático y su ceñido apoyo entre la clase trabajadora.